# Papa Alioune Ndiaye
Papa Alioune Ndiaye, meglio noto come Badou Ndiaye (Dakar, 27 ottobre 1990), è un calciatore senegalese, centrocampista del Gaziantep.

## Biografia
È soprannominato Badou.

## Carriera

### Club
Ndiaye ha vestito la maglia del Diambars dal 2008 al 2012. Nel 2012, è stato ingaggiato dai norvegesi del Bodø/Glimt con la formula del prestito. Ha esordito nella 1. divisjon in data 9 aprile, schierato titolare nel pareggio per 3-3 sul campo del Bærum: nella stessa partita ha trovato il primo gol con questa maglia. Il Bodø/Glimt ha chiuso il campionato al 5º posto, centrando così l'accesso alle qualificazioni all'Eliteserien: è stato eliminato al secondo turno, per mano dell'Ullensaker/Kisa.
Il 26 novembre 2012, a stagione terminata, il Bodø/Glimt ha comunicato sul proprio sito d'aver ingaggiato Ndiaye a titolo definitivo: il giocatore si è legato al club con un contratto triennale. Rimasto quindi in squadra, la stagione seguente ha contribuito alla vittoria finale in campionato del Bodø/Glimt, con conseguente promozione diretta in Eliteserien. In virtù delle sue prestazioni, ha ricevuto il Kniksenprisen come miglior giocatore della 1. divisjon.
Il 30 marzo 2014 ha debuttato nella massima divisione norvegese, impiegato come titolare nel pareggio per 1-1 contro l'Aalesund. Il 13 aprile ha segnato la prima rete in questa divisione, nella vittoria per 4-2 sul Sogndal.
Il 4 agosto 2015, il Bodø/Glimt ha annunciato sul proprio sito d'aver trovato un accordo per la cessione di Ndiaye ai turchi dell'Osmanlıspor.
Il 31 gennaio 2018 è passato allo Stoke City, a cui si è legato per quattro stagioni e mezzo.

### Nazionale
Il 1º ottobre 2014 è stato convocato dal commissario tecnico del Senegal Alain Giresse in vista di due sfide contro la Tunisia, entrambe valide per le qualificazioni alla Coppa delle nazioni africane 2015, sostituendo l'infortunato Mame Biram Diouf. Il 15 ottobre, nella seconda di queste partite, è entrato in campo nei minuti finali dell'incontro, subentrando a Mohamed Diamé: la Tunisia si è imposta col punteggio di 1-0.

## Statistiche

### Presenze e reti nei club
Statistiche aggiornate al 10 agosto 2022.
| Stagione           | Club               | Campionato         | Campionato | Campionato | Coppe nazionali | Coppe nazionali | Coppe nazionali | Coppe continentali | Coppe continentali | Coppe continentali | Supercoppe | Supercoppe | Supercoppe | Totale | Totale |
| Stagione           | Club               | Comp               | Pres       | Reti       | Comp            | Pres            | Reti            | Comp               | Pres               | Reti               | Comp       | Pres       | Reti       | Pres   | Reti   |
| ------------------ | ------------------ | ------------------ | ---------- | ---------- | --------------- | --------------- | --------------- | ------------------ | ------------------ | ------------------ | ---------- | ---------- | ---------- | ------ | ------ |
| 2012               | Bodø/Glimt         | 1D                 | 27+2       | 3+0        | CN              | 4               | 0               | -                  | -                  | -                  | -          | -          | -          | 33     | 3      |
| 2013               | Bodø/Glimt         | 1D                 | 27         | 12         | CN              | 4               | 3               | -                  | -                  | -                  | -          | -          | -          | 31     | 15     |
| 2014               | Bodø/Glimt         | ES                 | 30         | 9          | CN              | 2               | 0               | -                  | -                  | -                  | -          | -          | -          | 32     | 9      |
| gen.-ago. 2015     | Bodø/Glimt         | ES                 | 16         | 4          | CN              | 2               | 0               | -                  | -                  | -                  | -          | -          | -          | 18     | 4      |
| Totale Bodø/Glimt  | Totale Bodø/Glimt  | Totale Bodø/Glimt  | 100+2      | 28+0       |                 | 12              | 3               |                    | -                  | -                  |            | -          | -          | 114    | 31     |
| 2015-2016          | Osmanlıspor        | SL                 | 33         | 11         | CT              | 0               | 0               | -                  | -                  | -                  | -          | -          | -          | 33     | 11     |
| 2016-2017          | Osmanlıspor        | SL                 | 26         | 6          | CT              | 2               | 0               | UEL                | 14                 | 1                  | -          | -          | -          | 42     | 7      |
| Totale Osmanlıspor | Totale Osmanlıspor | Totale Osmanlıspor | 59         | 17         |                 | 2               | 0               |                    | 14                 | 1                  |            | -          | -          | 75     | 18     |
| 2017-gen. 2018     | Galatasaray        | SL                 | 17         | 1          | CT              | 0               | 0               | -                  | -                  | -                  | -          | -          | -          | 17     | 1      |
| gen.-giu. 2018     | Stoke City         | PL                 | 13         | 2          | FACup+CdL       | 0               | 0               | -                  | -                  | -                  | -          | -          | -          | 13     | 2      |
| ago. 2018          | Stoke City         | FLC                | 1          | 0          | FACup+CdL       | 0+0             | 0+0             | -                  | -                  | -                  | -          | -          | -          | 1      | 0      |
| 2018-2019          | Galatasaray        | SL                 | 23         | 3          | CT              | 3               | 0               | UCL+UEL            | 5+2                | 0+0                | -          | -          | -          | 33     | 3      |
| Totale Galatasaray | Totale Galatasaray | Totale Galatasaray | 40         | 4          |                 | 3               | 0               |                    | 7                  | 0                  |            | -          | -          | 50     | 4      |
| 2019-gen.2020      | Stoke City         | FLC                | 13         | 0          | FACup+CdL       | 0+0             | 0+0             | -                  | -                  | -                  | -          | -          | -          | 13     | 0      |
| Totale Stoke City  | Totale Stoke City  | Totale Stoke City  | 27         | 2          |                 | 0               | 0               |                    | -                  | -                  |            | -          | -          | 27     | 2      |
| gen.-giu. 2020     | Trabzonspor        | SL                 | 17         | 1          | TK              | 6               | 0               | -                  | -                  | -                  | -          | -          | -          | 23     | 1      |
| 2020-gen.2021      | Fatih Karagümrük   | SL                 | 14         | 3          | TK              | 0               | 0               | -                  | -                  | -                  | -          | -          | -          | 14     | 3      |
| gen.-giu. 2021     | Al-Ain             | SPL                | 13         | 2          | KCC             | 1               | 0               | -                  | -                  | -                  | -          | -          | -          | 14     | 2      |
| 2021-2022          | Arīs Salonicco     | SL                 | 31         | 4          | CG              | 4               | 0               | UECL               | 0                  | 0                  | -          | -          | -          | 35     | 4      |
| 2022-2023          | Adana Demirspor    | SL                 | 1          | 0          | TK              | 0               | 0               | -                  | -                  | -                  | -          | -          | -          | 1      | 0      |
| Totale             | Totale             | Totale             | 304        | 61         |                 | 28              | 3               |                    | 21                 | 1                  |            | -          | -          | 353    | 65     |

### Cronologia presenze e reti in nazionale
| Cronologia completa delle presenze e delle reti in nazionale ― Senegal | Cronologia completa delle presenze e delle reti in nazionale ― Senegal | Cronologia completa delle presenze e delle reti in nazionale ― Senegal | Cronologia completa delle presenze e delle reti in nazionale ― Senegal | Cronologia completa delle presenze e delle reti in nazionale ― Senegal | Cronologia completa delle presenze e delle reti in nazionale ― Senegal | Cronologia completa delle presenze e delle reti in nazionale ― Senegal | Cronologia completa delle presenze e delle reti in nazionale ― Senegal |
| Data                                                                   | Città                                                                  | In casa                                                                | Risultato                                                              | Ospiti                                                                 | Competizione                                                           | Reti                                                                   | Note                                                                   |
| ---------------------------------------------------------------------- | ---------------------------------------------------------------------- | ---------------------------------------------------------------------- | ---------------------------------------------------------------------- | ---------------------------------------------------------------------- | ---------------------------------------------------------------------- | ---------------------------------------------------------------------- | ---------------------------------------------------------------------- |
| 15-10-2014                                                             | Tunisi                                                                 | Tunisia                                                                | 1 – 0                                                                  | Senegal                                                                | Qual. Coppa d'Africa 2015                                              | -                                                                      |                                                                        |
| 28-5-2016                                                              | Kigali                                                                 | Ruanda                                                                 | 0 – 2                                                                  | Senegal                                                                | Amichevole                                                             | -                                                                      | 72’                                                                    |
| 4-6-2016                                                               | Bujumbura                                                              | Burundi                                                                | 0 – 2                                                                  | Senegal                                                                | Qual. Coppa d'Africa 2017                                              | -                                                                      | 79’                                                                    |
| 8-1-2017                                                               | Brazzaville                                                            | Libia                                                                  | 1 – 2                                                                  | Senegal                                                                | Amichevole                                                             | -                                                                      | 58’                                                                    |
| 11-1-2017                                                              | Brazzaville                                                            | Rep. del Congo                                                         | 0 – 2                                                                  | Senegal                                                                | Amichevole                                                             | 1                                                                      | 54’                                                                    |
| 15-1-2017                                                              | Franceville                                                            | Tunisia                                                                | 0 – 2                                                                  | Senegal                                                                | Coppa d'Africa 2017 - 1º turno                                         | -                                                                      | 72’                                                                    |
| 23-1-2017                                                              | Franceville                                                            | Senegal                                                                | 2 – 2                                                                  | Algeria                                                                | Coppa d'Africa 2017 - 1º turno                                         | -                                                                      | 78’                                                                    |
| 29-1-2017                                                              | Franceville                                                            | Senegal                                                                | 0 – 0 dts (4 – 5 dtr)                                                  | Camerun                                                                | Coppa d'Africa 2017 - Quarti di finale                                 | -                                                                      | 109’                                                                   |
| 6-6-2017                                                               | Dakar                                                                  | Senegal                                                                | 0 – 0                                                                  | Uganda                                                                 | Amichevole                                                             | -                                                                      | 80’                                                                    |
| 10-6-2017                                                              | Dakar                                                                  | Senegal                                                                | 3 – 0                                                                  | Guinea Equatoriale                                                     | Qual. Coppa d'Africa 2019                                              | -                                                                      |                                                                        |
| 2-9-2017                                                               | Dakar                                                                  | Senegal                                                                | 0 – 0                                                                  | Burkina Faso                                                           | Qual. Mondiali 2018                                                    | -                                                                      | 74’                                                                    |
| 5-9-2017                                                               | Ouagadougou                                                            | Burkina Faso                                                           | 2 – 2                                                                  | Senegal                                                                | Qual. Mondiali 2018                                                    | -                                                                      |                                                                        |
| 7-10-2017                                                              | Praia                                                                  | Capo Verde                                                             | 0 – 2                                                                  | Senegal                                                                | Qual. Mondiali 2018                                                    | -                                                                      | 63’                                                                    |
| 14-11-2017                                                             | Dakar                                                                  | Senegal                                                                | 2 – 1                                                                  | Sudafrica                                                              | Qual. Mondiali 2018                                                    | -                                                                      | 80’                                                                    |
| 27-3-2018                                                              | Dakar                                                                  | Senegal                                                                | 0 – 0                                                                  | Bosnia ed Erzegovina                                                   | Amichevole                                                             | -                                                                      | 90’                                                                    |
| 31-5-2018                                                              | Lussemburgo                                                            | Lussemburgo                                                            | 0 – 0                                                                  | Senegal                                                                | Amichevole                                                             | -                                                                      | 46’                                                                    |
| 8-6-2018                                                               | Osijek                                                                 | Croazia                                                                | 2 – 1                                                                  | Senegal                                                                | Amichevole                                                             | -                                                                      | 75’                                                                    |
| 11-6-2018                                                              | Grödig                                                                 | Senegal                                                                | 2 – 0                                                                  | Corea del Sud                                                          | Amichevole                                                             | -                                                                      | 45’                                                                    |
| 24-6-2018                                                              | Ekaterinburg                                                           | Senegal                                                                | 2 – 2                                                                  | Giappone                                                               | Mondiali 2018 - 1º turno                                               | -                                                                      | 81’                                                                    |
| 23-3-2019                                                              | Dakar                                                                  | Senegal                                                                | 2 – 0                                                                  | Madagascar                                                             | Qual. Coppa d'Africa 2019                                              | -                                                                      |                                                                        |
| 16-6-2019                                                              | Ismailia                                                               | Senegal                                                                | 1 – 0                                                                  | Nigeria                                                                | Amichevole                                                             | -                                                                      | 65’                                                                    |
| 23-6-2019                                                              | Il Cairo                                                               | Senegal                                                                | 2 – 0                                                                  | Tanzania                                                               | Coppa d'Africa 2019 - 1º turno                                         | -                                                                      | 24’                                                                    |
| 27-6-2019                                                              | Il Cairo                                                               | Senegal                                                                | 0 – 1                                                                  | Algeria                                                                | Coppa d'Africa 2019 - 1º turno                                         | -                                                                      |                                                                        |
| 1-7-2019                                                               | Il Cairo                                                               | Kenya                                                                  | 0 – 3                                                                  | Senegal                                                                | Coppa d'Africa 2019 - 1º turno                                         | -                                                                      |                                                                        |
| 5-7-2019                                                               | Il Cairo                                                               | Uganda                                                                 | 0 – 1                                                                  | Senegal                                                                | Coppa d'Africa 2019 - Ottavi di finale                                 | -                                                                      | 11’                                                                    |
| 10-7-2019                                                              | Il Cairo                                                               | Senegal                                                                | 1 – 0                                                                  | Benin                                                                  | Coppa d'Africa 2019 - Quarti di finale                                 | -                                                                      |                                                                        |
| 14-7-2019                                                              | Il Cairo                                                               | Senegal                                                                | 1 – 0 dts                                                              | Tunisia                                                                | Coppa d'Africa 2019 - Semifinale                                       | -                                                                      | 81’                                                                    |
| 19-7-2019                                                              | Il Cairo                                                               | Senegal                                                                | 0 – 1                                                                  | Algeria                                                                | Coppa d'Africa 2019 - Finale                                           | -                                                                      | 59’ 2º posto                                                           |
| 10-10-2019                                                             | Singapore                                                              | Brasile                                                                | 1 – 1                                                                  | Senegal                                                                | Amichevole                                                             | -                                                                      | 79’                                                                    |
| 17-11-2019                                                             | Manzini                                                                | eSwatini                                                               | 1 – 4                                                                  | Senegal                                                                | Qual. Coppa d'Africa 2021                                              | 1                                                                      |                                                                        |
| 11-11-2020                                                             | Thiès                                                                  | Senegal                                                                | 2 – 0                                                                  | Guinea-Bissau                                                          | Qual. Coppa d'Africa 2021                                              | -                                                                      |                                                                        |
| 15-11-2020                                                             | Bissau                                                                 | Guinea-Bissau                                                          | 0 – 1                                                                  | Senegal                                                                | Qual. Coppa d'Africa 2021                                              | -                                                                      | 73’                                                                    |
| Totale                                                                 |                                                                        | Presenze                                                               | 32                                                                     |                                                                        | Reti                                                                   | 2                                                                      |                                                                        |

## Palmarès

### Club

#### Competizioni nazionali
- Campionato turco: 1

Galatasaray: 2018-2019
- Coppa di Turchia: 1

Galatasaray: 2018-2019
- Coppa di Turchia: 1

Trabzonspor: 2019-2020